# The Will Rogers Follies
The Will Rogers Follies è un musical con musiche di Cy Coleman, versi di Adolph Green e Betty Comden e libretto di Peter Stone, basato sulla vita di Will Rogers. Il musical ha debuttato a Broadway nel 1991 ed è rimasto in scena per oltre 900 repliche, vincendo sei Tony Awards, incluso miglior musical.

## Brani musicali
Atto I
- Prelude - "Let's Go Flying" - Chorus
- "Will-a-Mania" - Ziegfeld's Favorite and Chorus
- "Give a Man Enough Rope" - Will and Ziegfeld's cowboys
- "It's a Boy!" - Clem and Girls Sextet (Will's sisters)
- "It's a Boy! (Reprise)" - Clem
- "My Unknown Someone" - Betty Blake
- "The St. Louis Fair" - Girls Sextet (Betty's sisters)
- "The Big Time" - Will, Betty, Will Jr., Mary, James, and Freddy
- "My Big Mistake" - Betty Blake
- "The Powder Puff Ballet" - Ziegfeld Girls
- "Marry Me Now" - Will, Betty, and Ensemble
- "I Got You" - Will, Betty and Ensemble

Atto II
- "Give a Man Enough Rope (Reprise)" - Will and Ziegfeld's cowboys
- "Look Around" - Will Rogers
- "Our Favorite Son" - Will, Ziegfeld's Favorite, Ziegfeld Girls, and Ziegfeld's cowboys
- "No Man Left For Me" - Betty Blake
- "Presents for Mrs. Rogers" - Will and Ziefeld's cowboys
- "Never Met a Man I Didn't Like" - Will Rogers
- "Will-a-Mania (Reprise)" - Clem, Will, and Chorus
- "Without You" - Betty Blake
- "Never Met a Man I Didn't Like (Reprise)" - Will and Chorus

## Produzioni
Dopo 33 anteprime The Will Rogers Follies ha debuttato il 1º maggio 1991 al Palace Theatre di New York ed è rimasto in scena sino al 5 settembre 1993 per un totale di 981 repliche. Regia e coreografie di Tommy Tune, scene di Tony Walton, costumi di Willa Kim, con Keith Carradine (Rogers), Dee Hoty (Betty Blake), Dick Latessa (Clem), Cady Huffman (la favorita di Ziegfeld).

## Riconoscimenti
- Tony Award
  - 1991 - Miglior musical
  - 1991 - Migliore colonna sonora originale a Cy Coleman, Betty Comden e Adolph Green
  - 1991 - Miglior regia di un musical a Tommy Tune
  - 1991 - Miglior coreografia a Tommy Tune
  - 1991 - Migliori costumi a Willa Kim
  - 1991 - Miglior disegno luci a Jules Fisher
- Drama Desk Award
  - 1991 - Miglior coreografia a Tommy Tune
  - 1991 - Miglior musica a Cy Coleman